# Ochrosia fatuhivensis
Ochrosia fatuhivensis ist eine Pflanzenart aus der Unterfamilie der Rauvolfioideae in der Familie der Hundsgiftgewächse (Apocynaceae). Sie kommt endemisch auf den im südlichen Pazifik gelegenen Marquesas-Inseln vor. Sie galt von 1998 bis zu ihrem Wiederauffinden im Jahr 2009 als ausgestorben.

## Beschreibung

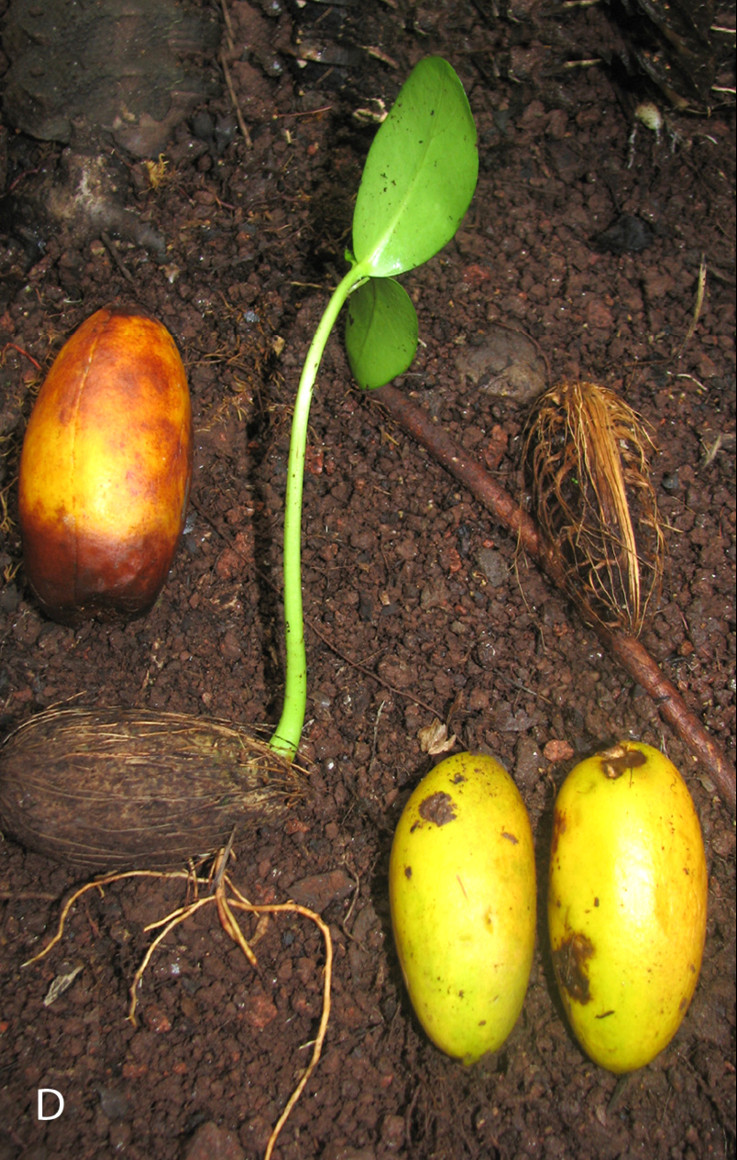
Reife Früchte, Samen und ein keimender Samen von Ochrosia fatuhivensis

### Vegetative Merkmale
Ochrosia fatuhivensis wächst als Baum der Wuchshöhen von 10 bis 14 Meter und Brusthöhendurchmesser von 15 bis 20 Zentimeter erreichen kann. Die Rinde der Zweige ist glatt. Die laubtragenden Zweige werden 2,5 bis 7 Millimeter dick. Der Milchsaft ist weiß.
Die an kurzen Zweigen gegenständig und an längeren Zweigen wechselständig angeordneten Laubblätter sind in einen Blattstiel und eine einfache Blattspreite gegliedert. Der Blattstiel wird 1,4 bis 3,6 Zentimeter lang. Die kahle Blattspreite ist bei einer Länge von 5,8 bis 20,2 Zentimeter sowie einer Breite von 2,4 bis 10,1 Zentimeter elliptisch geformt. Die Spreitenbasis läuft keilförmig zu, die Spreitenspitze ist kurz zugespitzt und der Spreitenrand ist leicht nach unten eingerollt. Die Oberseite der Blattspreite weist eine dunkelgrüne Färbung auf, während die Unterseite blassgrün gefärbt ist. Von jeder Seite des Blattmittelnerves zweigen 9 bis 20 Sekundärnerven ab.

### Generative Merkmale
Endständig auf einem kahlen Blütenstandsschaft stehen trichotom bis quadrichotom verzweigte, zymöse und schirmrispenartige Blütenstände, welche 5,2 bis 8,8 Zentimeter lang werden. An der Spitze des Blütenstandes zweigen drei 0,6 bis 6,4 Zentimeter lange Schäfte mit den Einzelblüten ab. Die eiförmigen bis dreieckigen Tragblätter werden 1 bis 1,2 Millimeter groß.
Die zwittrigen Blüten sind fünfzählig mit doppelter Blütenhülle und werden zusammen mit ihrem Stiel 2 bis 5 Millimeter lang. Jede der Blüten weist ein Tragblatt auf. Die fünf stumpfen, dreieckig bis eiförmigen Kelchblätter werden rund 2,5 Millimeter lang und etwa 3 Millimeter breit. Die fünf weißen und angenehm duftenden Kronblätter sind röhrig miteinander verwachsen. Die bei einer Länge von 7 bis 8 Millimeter und einem Durchmesser von etwa 3 Millimeter zylindrische Kronröhre weist fünf Kronlappen auf. Diese werden 9 bis 10 Millimeter lang und 2 bis 2,5 Millimeter breit. Über das Aussehen des Fruchtknotens sowie des Nektariums ist nichts bekannt, da sie bei den gesichteten Exemplaren nicht mehr vorhanden waren.
Es werden je Blüte zwei fleischige Steinfrüchte gebildet, welche bei einer Länge von 6,1 bis 7,8 Zentimeter, einer Breite von 3,2 bis 4,4 Zentimeter sowie einer Dicke von 3 bis 4 Zentimeter eiförmig-ellipsoid geformt sind. Sie sind zur Reife orange gefärbt. Das rund 7 Millimeter dicke Mesokarp umhüllt das außen faserige und innen holzige Endokarp. Das Endokarp wird zwischen 5,4 und 7,2 Zentimeter lang, zwischen 2,7 und 4 Zentimeter breit und zwischen 2,3 und 3,4 Zentimeter dick. Jede Frucht enthält zwei ellipsoide Samenkörner, welche 2,9 bis 3,7 Zentimeter lang, zwischen 1,8 und 1,9 Zentimeter breit und 0,3 bis 0,4 Zentimeter dick werden.

## Verbreitung
Das natürliche Verbreitungsgebiet von Ochrosia fatuhivensis liegt auf den Marquesas-Inseln im südlichen Pazifik. Es umfasst dort nur die Insel Fatu Hiva, von wo bisher zwei Population bekannt sind, wobei eine dieser Populationen bereits erloschen ist. Die erste Population im Ouia-Tal, in welcher 1922 von Forest Buffen Harkness Brown das Typusexemplar gesammelt worden ist, verschwand in der nachfolgenden Zeit und die Art galt als ausgestorben. Erst 2009 fanden Jean-François Butaud und Ravahere Taputuarai, als sie einen von Joseph Mititai stammenden Hinweis folgten, im nördlich des Ouia-Tales gelegenen Hanativa-Tal eine weitere, aus 13 ausgewachsenen Bäumen und zahlreichen Jungpflanzen bestehende Population.
Ochrosia fatuhivensis gedeiht in Höhenlagen von 480 bis 900 Metern. Die Art wächst dort in mäßig feuchten bis feuchten Wäldern. In den Wäldern wachsen unter anderem der Arabica-Kaffee (Coffea arabica), Musa troglodytarum, Nephrolepis biserrata, Pipturus argenteus, Pteris comans und Tectaria jardinii sowie verschiedene Arten von Aleurites, Allophylus, Brotfruchtbäumen (Artocarpus), Ramiepflanzen (Boehmeria), Cerbera, Yams (Dioscorea), Inocarpus, Macropiper, Eisenhölzern (Metrosideros), Schraubenbäumen (Pandanus), Phyllanthus und Wikstroemia.

## Systematik
Die Erstbeschreibung als Ochrosia fatuhivensis erfolgte 1972 durch Francis Raymond Fosberg und Marie-Hélène Sachet in Micronesica.